# Phaiomys leucurus
Phaiomys leucurus је врста глодара из породице хрчкова (лат. Cricetidae).

## Распрострањење
Врста је присутна у Индији, Кини и Непалу.

## Станиште
Врста Phaiomys leucurus има станиште на копну.

## Угроженост
Ова врста није угрожена, и наведена је као последња брига јер има широко распрострањење.

### Популациони тренд
Популациони тренд је за ову врсту непознат.